# بول بلوم (عالم نفسي)
بول بلوم (من مواليد 24 ديسمبر 1963م) هو عالم نفس أمريكي كندي. يحمل درجة أستاذ فخري في علم النفس والعلوم المعرفية في جامعة ييل، وأستاذ علم النفس في جامعة تورنتو. يستكشف بحثه كيفية إدراك الأطفال والبالغين للعالم المادي والاجتماعي، مع التركيز بشكلٍ خاصٍ على اللغة والأخلاق والدين والخيال والفن. 

## النشأة والتعليم
ولد بلوم لعائلة يهودية في مونتريال، كيبيك. التحق بـ جامعة ماكغيل، حيث حصل على درجة البكالوريوس في علم النفس (مع مرتبة الشرف الأولى) في عام 1985م، ثم التحق بمدرسة الدراسات العليا في معهد ماساتشوستس للتكنولوجيا، وحصل على درجة الدكتوراه في علم النفس المعرفي في عام 1990م تحت إشراف سوزان كاري. 

## العمل
- خلال الأعوام 1990- 1999م درََس علم النفس والعلوم المعرفية في جامعة أريزونا.
- منذ عام 1999م عمل أستاذًا لعلم النفس والعلوم المعرفية في جامعة ييل.
- منذ عام 2003 عمل بصفته محررًا رئيسًا لرئيس مجلة العلوم السلوكية والدماغية.

## حياته الشخصية
تزوج بلوم من عالمة النفس كارين وين، وهي أستاذة في علم النفس والعلوم الاستعرافية في جامعة ييل، ولديهما ابنان[بحاجة لمصدر].

## الأوسمة والجوائز
شغل بلوم مركز أستاذ زائر في مركز هاريس للدراسات الإنمائية في جامعة شيكاغو (2002)؛ ومركز محاضر في جمعية ماكس بلانك في جامعة نايميخن (2006م)؛ محاضر في جامعة جون هوبكينز (2007-8)؛ والزمالة الزائرة المميزة في مركز سايج لدراسة العقل في جامعة كاليفورنيا (سانتا باربرا) (2010م).
في عام 2003م، منحت جمعية الفلسفة وعلم النفس جائزة بلوم ستانتون لمساهماتها المبكرة في الحياة المهنية في البحوث متعددة التخصصات في الفلسفة وعلم النفس. وفي 2005-2006م، شغل منصب رئيس الجمعية. في عام 2006م، أصبح زميلاً في جمعية علم النفس الأمريكية اعترافًا «بمساهماته المتواصلة المستدامة في علم علم النفس». 
في عام 2004م، حصل على جائزة Lex Hixon لتدريس التميز في العلوم الاجتماعية في جامعة ييل. في عام 2007م، تم اختيار فصله في مقدمة علم النفس كمقررٍ متميزٍ في جامعة ييل ليتم توفيره في جميع أنحاء العالم من خلال مبادرة دورات Open Yale. 
في عام 2017م، حصل على جائزة «كلاوس جيه جاكوبس» للبحوث التي تبلغ قيمتها مليون دولار أمريكي لتحقيقاته في كيفية تطوير الأطفال للأخلاق.

## مؤلفاته
بلوم هو مؤلف خمسة كتب، ومحرر أو محرر مشارك لثلاثة آخرين. وقد ظهر بحثه في الطبيعة والعلوم، وظهرت كتاباته الشعبية في صحيفة نيويورك تايمز، والجارديان، العلماء الأمريكان، سلايت والاطلسي. مقالتة في الاطلسي، "Is God an Accident?" تم تضمينه في أفضل كتابات العلوم الأمريكية لعام 2006. وقد كان له مظاهر منتظمة في الإذاعة الوطنية العامة الأمريكية و Bloggingheads.tv. 

### أبحاث منتشرة مختارة
- (March 2014). "The War on Reason", Atlantic Magazine.
- (November 2013). "Politicians Really Are Big Babies".
- (May 2010). "The Moral Life of Babies". The New York Times Magazine.
- (September 2009). "The long and short of it". The New York Times.
- (June 2009). "No Smiting". (Book Review: The Evolution of God by Robert Wright). The New York Times.
- (November 2008). "Does religion make you nice?". Slate.
- (November 2008). "First-person Plural". Atlantic Monthly.
- (June 2006). "Seduced by the flickering lights of the brain". Seed Magazine.
- (December 2005). "Is God an accident?" The Atlantic Monthly.

### كتبه
- Bloom, P. (2016). Against Empathy: The Case for Rational Compassion. Ecco[4]
- Bloom, P. (2013). Just Babies: The Origins of Good and Evil. The Crown Publishing Group.[5]
- Bloom, P. (2010). How Pleasure Works: The New Science of Why We Like What We Like. New York: W. W. Norton & Co.[6]
- Bloom, P. (2004). Descartes' Baby: How the Science of Child Development Explains What Makes Us Human. New York: Basic Books.[7]
- Bloom, P. (2000). How Children Learn the Meanings of Words. Cambridge, Massachusetts. MIT Press.
- Jackendoff, R.; Bloom, P.; & Wynn, K. (1999). Language, Logic, and Concepts: Essays in Honor of John Macnamara. Cambridge, Massachusetts: MIT Press.
- Bloom, P.; Peterson, M.; Nadel, L.; & Garrett, M. (1996). Language and Space. Cambridge, Massachusetts: MIT Press.
- Bloom, P. (1994). Language Acquisition: Core Readings. Cambridge, Massachusetts: MIT Press.